# Кларинет
Кларинет, скраћено Cl., дрвени дувачки инструмент са једноструким (простим) језичком од трске. Почетни део му је усник, кљунастог облика, на чију се равну страну, преко улазног отвора цеви, належе језичак, учвршћен на доњем крају лигатуром. Цев има пет делова, који се увлаче један у други, а завршни је левкаст (тзв. корпус) и по ивици опточен металним прстеном. На цеви се налази велики број рупица, од којих се један део покрива јагодицама прстију, а остали поклопцима (тзв. клапнама) које се покрећу сложеним системом полуга. Механизам савременог кларинета је веома усавршен, као и извођачка техника, тако да он спада међу највиртуозније инструменте по лакоћи с којом се могу изводити и крајње брзи и сложени тонски покрети. Распон изводљивих тонова му је доста велики, а сам тон је богат и изражајан, подесан за врло различите музичке карактере. Посебна одлика кларинета је широк распон гласноће – од скоро једва чујног звука до врло продорног, нарочито у високим тоновима. Најдубљи регистар, тзв. шалмајски, веома је особен по тамној и драматичној звучности. С обзиром на све ово, кларинет је међу дувачким инструментима најсвестранији, па му се и у оркестру често додељују истакнуте улоге, солистичка литература је доста богата, налази места у камерним ансамблима, водећи је мелодијски инструмент у дувачким оркестрима, а посебно значајну улогу има у џезу. 
Најдаље порекло кларинета сеже до инструмената са тршчаним језичком – у старој Грчкој (аулос), па и раније, у Египту и другде. Савремени кларинет се развио крајем 17. века, усавршавањем једне врсте шалмаја. Већ у 18. веку је (нпр. код Моцарта богато коришћен, а ушао је у класичан оркестарски састав. Технички је усавршен током 19. века, када су га радо користили композитори романтичари.
Кларинет се гради у три основна регистарска облика: B Кларинет (Clarinetto in Si♭) који звучи велику секунду ниже од записаног, A Кларинет који звучи малу терцу ниже од записаног, и ређе коришћен C Кларинет који звучи како је записано.

## Етимологија
Реч кларинет је проистекла из француске речи clarinette (деминутив женског рода од старофранцуског clarin), или из провансалског clarin („обоа“), која потиче од латинског корена clarus („јасан“). Реч је повезана са средњоенглеским речи clarion, врстом трубе, чији назив потиче из истог корена.
Најраније помињање речи clarinette која се користи за инструмент датира из наруџбе војводе од Гронсфелда из 1710. године за два инструмента које је направио Јакоб Денер. Енглески облик правописа clarinet се налази већ 1733. године, а сада архаични clarionet се појављује од 1784. до почетка 20. века.

## Историја кларинета
Јохан Кристоф Денер, градитељ дрвених дувачких инструмената, и проналазач кларинета, почео је око 1690. год. да усавршава стари средњовековни инструмент шалмо и 1696. год. у Нирнбергу конструисао је први кларинет. У средњем веку шалмо је био веома распрострањен инструмент у западној Европи. Регистар шалмоа одговара данашњим основним тоновима кларинета. Први кларинет је био примитиван, имао је само седам рупица и 2 клапне. У свом каснијем раду Денер је успео да усаврши инструмент додавањем нових рупица и клапни. Појава клапне (регистар дирка) близу усника кларинета омогућила је предувавање. Кларинет, за разлику од других дувачких инструмената који предувавају у октаву, предувава у дуодециму, пошто хармонски горњи тонови долазе само у непарним аликвотним тоновима. Око 1750. год. француски композитор Рамо уводи кларинет у оперски оркестар, а касније Госек га уводи и у симфонијски оркестар. Нарочиту заслугу за усавршавање механизма има Теобалд Бем, белгијски флаутиста који је измислио покретљив систем клапни, који је поред флауте примењен и на другим дрвеним дувачким инсрументима, па и кларинету.

## Друге врсте кларинета
Осим основна три облика, кларинет се јавља и у облику малих кларинета који се граде у више регистарска облика:  који звучи малу терцу више од написаног, in A♭ који звучи малу сексту више, in F који звучи кварту више и in D♭ који звучи малу секунду више. Сви ови кларинети су чести у проширеној породици кларинета, као што је случај у војним оркестрима, а ређи у класичној музици (ипак, Рихард Штраус у опери Електра тражи следеће кларинете: 1 Cl. in E♭, 4 Cl. in B, 2 Cl. contralti (basethorn), 1 Cl. basso). 
Још један облик кларинета је и басетхорна или контралт кларинет (ит. clarinetto contralto, corno di bassetto или clarone, нем. Bassetthorn, фр. cor de basset, ен. bassethorn, рус. басет-хорн) који је ретко у употреби, али се ипак може наћи код Моцарта, Бетовена, Рихарда Штрауса и других.
Ипак, најчешћи регистарски облик кларинета који се налази у класичном оркестру је бас-кларинет.